# Saint-Hilaire-la-Gravelle
Saint-Hilaire-la-Gravelle és un municipi francès, situat al departament del Loir i Cher i a la regió de Centre – Vall del Loira. L'any 2007 tenia 690 habitants.

## Demografia

### Població
El 2007 la població de fet de Saint-Hilaire-la-Gravelle era de 690 persones. Hi havia 290 famílies, de les quals 72 eren unipersonals (44 homes vivint sols i 28 dones vivint soles), 115 parelles sense fills, 95 parelles amb fills i 8 famílies monoparentals amb fills.
La població ha evolucionat segons el següent gràfic:
Habitants censats

### Habitatges
El 2007 hi havia 361 habitatges, 289 eren l'habitatge principal de la família, 56 eren segones residències i 15 estaven desocupats. 354 eren cases i 7 eren apartaments. Dels 289 habitatges principals, 225 estaven ocupats pels seus propietaris, 61 estaven llogats i ocupats pels llogaters i 3 estaven cedits a títol gratuït; 2 tenien una cambra, 8 en tenien dues, 75 en tenien tres, 111 en tenien quatre i 93 en tenien cinc o més. 252 habitatges disposaven pel capbaix d'una plaça de pàrquing. A 101 habitatges hi havia un automòbil i a 159 n'hi havia dos o més.

### Piràmide de població
La piràmide de població per edats i sexe el 2009 era:
| Homes | Edats   | Dones |
| ----- | ------- | ----- |
| 1     | 95 o +  | 0     |
| 1     | 90 a 94 | 0     |
| 3     | 85 a 89 | 3     |
| 5     | 80 a 84 | 4     |
| 14    | 75 a 79 | 17    |
| 13    | 70 a 74 | 17    |
| 26    | 65 a 69 | 19    |
| 25    | 60 a 64 | 24    |
| 14    | 55 a 59 | 16    |
| 29    | 50 a 54 | 17    |
| 25    | 45 a 49 | 27    |
| 22    | 40 a 44 | 30    |
| 30    | 35 a 39 | 26    |
| 21    | 30 a 34 | 24    |
| 15    | 25 a 29 | 16    |
| 23    | 20 a 24 | 12    |
| 20    | 15 a 19 | 24    |
| 29    | 10 a 14 | 31    |
| 21    | 5 a 9   | 17    |
| 10    | 0 a 4   | 16    |

## Economia
El 2007 la població en edat de treballar era de 453 persones, 340 eren actives i 113 eren inactives. De les 340 persones actives 295 estaven ocupades (167 homes i 128 dones) i 46 estaven aturades (15 homes i 31 dones). De les 113 persones inactives 36 estaven jubilades, 26 estaven estudiant i 51 estaven classificades com a «altres inactius».

### Ingressos
El 2009 a Saint-Hilaire-la-Gravelle hi havia 288 unitats fiscals que integraven 674 persones, la mediana anual d'ingressos fiscals per persona era de 17.074 €.

### Activitats econòmiques
Dels 24 establiments que hi havia el 2007, 1 era d'una empresa alimentària, 1 d'una empresa de fabricació d'elements pel transport, 3 d'empreses de fabricació d'altres productes industrials, 2 d'empreses de construcció, 7 d'empreses de comerç i reparació d'automòbils, 4 d'empreses de transport, 2 d'empreses d'hostatgeria i restauració, 3 d'empreses de serveis i 1 d'una empresa classificada com a «altres activitats de serveis».
Dels 6 establiments de servei als particulars que hi havia el 2009, 3 eren tallers de reparació d'automòbils i de material agrícola, 1 fusteria, 1 lampisteria i 1 empresa de construcció.
L'únic establiment comercial que hi havia el 2009 era una fleca.
L'any 2000 a Saint-Hilaire-la-Gravelle hi havia 7 explotacions agrícoles.

## Equipaments sanitaris i escolars
El 2009 hi havia una escola elemental integrada dins d'un grup escolar amb les comunes properes formant una escola dispersa.

## Poblacions més properes
El següent diagrama mostra les poblacions més properes.